# 梅多鎮區 (北卡羅萊納州約翰斯頓縣)
梅多鎮區（英語：Meadow Township）是位於美國北卡羅萊納州約翰斯頓縣的一個鎮區。

## 地方資料
梅多鎮區的面積為118.10平方千米，皆為陸地。根據2020年美國人口普查的數據，當地共有人口3146人，而人口密度為每平方千米26.64人。